# جيري ديفيدسون
جيري ديفيدسون (بالإنجليزية: Gerry Davidson)‏ هي عداءة مراثونية أمريكية، ولدت في 12 مارس 1921، وتوفيت في 5 أغسطس 2011 بسبب سكتة.